# Gernot Darmann

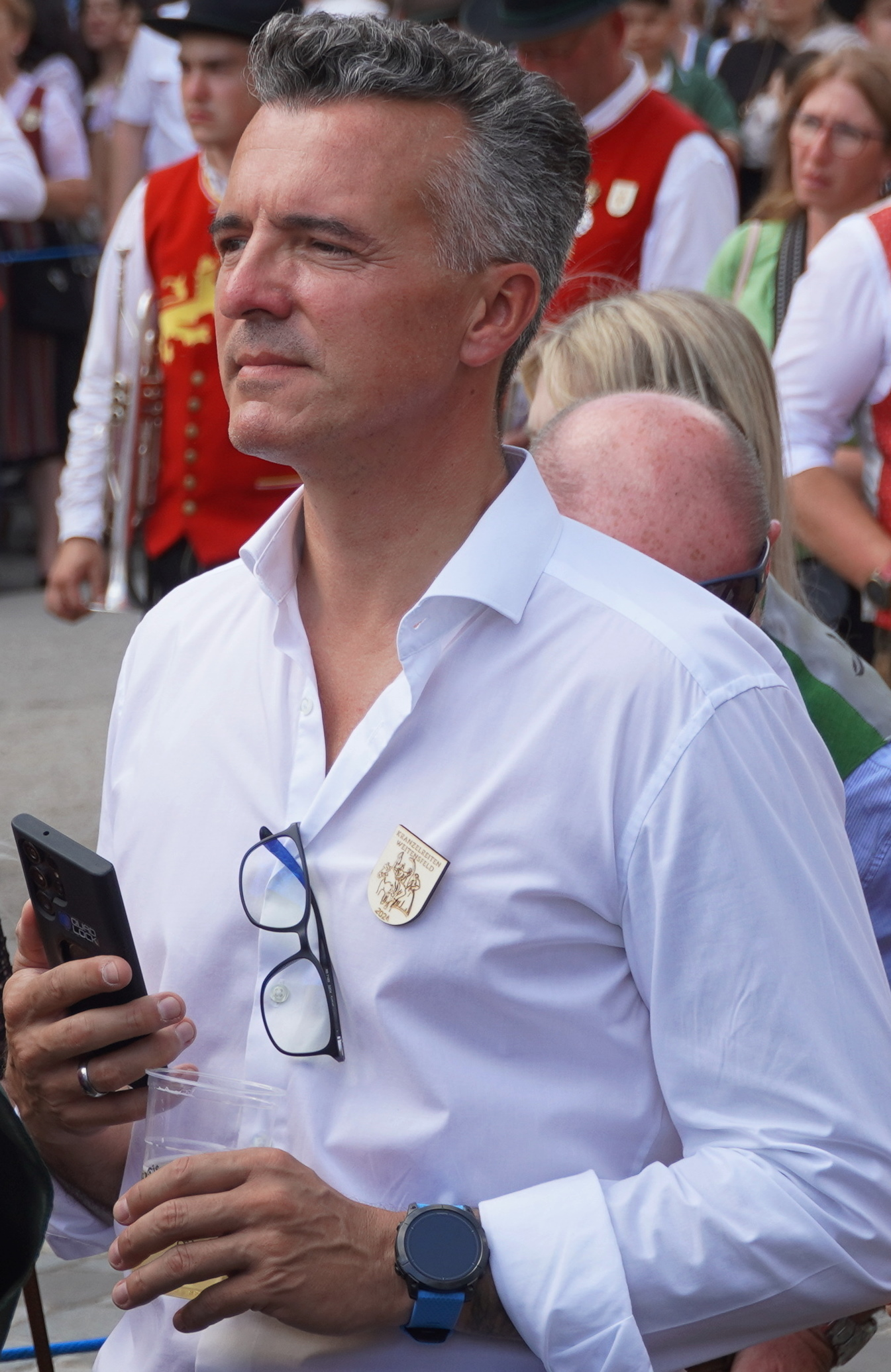

Gernot Darmann (* 7. Juli 1975 in Graz) ist ein österreichischer Jurist und Politiker (FPÖ). Darmann ist Abgeordneter zum Nationalrat, Sicherheitssprecher der FPÖ im Parlament sowie Obmann der FPÖ-Klagenfurt am Wörthersee. Darüber hinaus ist er der Sprecher der Kärntner FPÖ-Abgeordnenten zum Nationalrat sowie Mitglied des Präsidium im FPÖ-Parlamentsklub. 
Von April 2018 bis April 2023 FPÖ-Klubobmann im Kärntner Landtag, übte Darmann ab 13. April 2023 die Funktion als Stv. Klubobmann im Kärntner Landtag (FPÖ) aus. Von 2016 bis Mai 2021 war er FPÖ-Landesparteiobmann in Kärnten. 2019 bis 2022 war Gernot Darmann stellvertretender Bundesparteiobmann der FPÖ.

## Schul- und Ausbildung
Gernot Darmann besuchte zunächst die Volksschule in Wolfsberg und im Anschluss zwischen 1985 und 1993 das Gymnasium des Stiftes Sankt Paul im Lavanttal. Zwischen 1993 und 1996 studierte Darmann Betriebswirtschaftslehre an der Universität Graz und an der Wirtschaftsuniversität Wien, wechselte 1996 jedoch zum Studium der Rechtswissenschaften an der Universität Wien, das er 2003 mit der Sponsion zum Magister der Rechtswissenschaften (Mag. iur.) abschloss.

## Berufliche und politische Laufbahn
Nach der Beendigung seines Studiums absolvierte Darmann zwischen 2003 und 2004 sein Rechtspraktikum am Oberlandesgericht Wien, war danach Trainee bei der BKS Bank AG (2004 bis 2005) und arbeitete danach ein Jahr als Individualkundenbetreuer. 2006 übernahm Darmann die Leitung einer BKS-Bank-AG-Filiale in Kärnten. 
Darmann war Landesparteisekretär der Freiheitlichen in Kärnten. Bei den Nationalratswahlen 2006 wurde Darmann über den Landeswahlvorschlag der Freiheitlichen in Kärnten gewählt und zog am 30. Oktober 2006 in den Nationalrat als jüngster Abgeordneter des BZÖ-Parlamentsklubs ein. Darmann war Justizsprecher, Landesverteidigungssprecher, Wissenschaftssprecher, Menschenrechtssprecher sowie Jugendsprecher und aufgrund dieser Funktionen Mitglied in den parlamentarischen Ausschüssen Justiz, Wissenschaft, Landesverteidigung, Menschenrechte, Immunität und Volksanwaltschaft.
2008 wurde Gernot Darmann erneut zum Spitzenkandidaten für die Nationalratswahl im Wahlkreis 2A – Klagenfurt ernannt und zog auch wieder in den österreichischen Nationalrat ein. Im Zuge der neuen Gesetzgebungsperiode war er Sprecher des Parlamentsklubs in den Bereichen Wissenschaft und Landesverteidigung.
In der Legislaturperiode bis 2013 war er als Nationalrats-Abgeordneter Mitglied in folgenden Ausschüssen: Ausschuss für Forschung, Innovation und Technologie, Ausschuss für Petitionen und Bürgerinitiativen, Justizausschuss, Landesverteidigungsausschuss,
Ständiger Unterausschuss des Landesverteidigungsausschusses, Unvereinbarkeitsausschuss, Wissenschaftsausschuss.
Bei der Landtagswahl in Kärnten 2009 führte Gernot Darmann die Wahlkreisliste des Bezirkes Klagenfurt Stadt und Land an. Durch den Erfolg bei der Wahl am 1. März sicherte sich Darmann auch sein Mandat im Kärntner Landtag, wechselte aus dem Nationalrat nach Kärnten und war zuletzt bis März 2013 Landtagsabgeordneter der FPK. Außerdem wurde Gernot Darmann auch zum Klubobmann-Stellvertreter seiner Fraktion (Freiheitlicher Landtagsklub in Kärnten) gewählt. Im August 2012 folgte er Kurt Scheuch als Klubobmann nach. 
Von April 2013 bis zur folgenden Nationalratswahl im September 2013 war Darmann wiederum Nationalrats-Abgeordneter im FPÖ-Parlamentsklub und war Mitglied des Justizausschusses, Verfassungsausschusses, Geschäftsordnungsausschusses sowie des Immunitätsausschusses des Nationalrates im Parlament. 
Im September 2013 ging Gernot Darmann als Landesspitzenkandidat der FPÖ Kärnten in die Nationalratswahl. In der XXV. Gesetzgebungsperiode des Nationalrates war Darmann Klubobmann-Stellvertreter im FPÖ-Parlamentsklub und in folgenden Ausschüssen des Nationalrates als Mitglied aktiv: Justiz; Verfassung; Innere Sicherheit (Darmann war Sicherheitssprecher der FPÖ); Ständiger Unterausschuss des Innenausschusses; Ständiger Unterausschuss des Landesverteidigungsausschusses; Familien; Sport; Immunität; Geschäftsordnung. Als Geschäftsordnungssprecher des FPÖ-Parlamentsklubs war Darmann Chef-Verhandler der FPÖ der im Jahr 2014 erarbeiteten Reform der parlamentarischen Untersuchungsausschüsse (Untersuchungsausschüsse als Minderheitsrecht). Darmann war Mitglied des Nationalen Sicherheitsrates und Mitglied des „Hypo-Untersuchungsausschusses“ im Nationalrat. Ab Oktober 2015 war er Fraktionsführer der FPÖ im Hypo-Alpe-Adria-Untersuchungsausschuss.
Am 4. Juni 2016 wurde Darmann als Nachfolger von Christian Ragger zum Kärntner Landesparteiobmann der FPÖ gewählt. Darmann wurde am 23. Juni 2016 als Landesrat der Kärntner Landesregierung Kaiser I angelobt, im Nationalrat folgte ihm David Lasar als Abgeordneter nach. Nach seinem Ausscheiden aus der Landesregierung nach der Landtagswahl in Kärnten 2018 wurde er am 12. April 2018 erneut als Abgeordneter zum Kärntner Landtag angelobt, wo er seitdem wieder als Klubobmann fungiert.
Am 31. Mai 2021 gab die FPÖ den Rücktritt Darmanns als Landesparteiobmann bekannt. Gleichzeitig wurde Erwin Angerer als geschäftsführender Parteiobmann vorgestellt.
Seit Juli 2021 ist Gernot Darmann Obmann der FPÖ-Klagenfurt am Wörthersee.
Bei der Kärntner Landtagswahl im März 2023 war Gernot Darmann FPÖ-Spitzenkandidat im Wahlkreis Klagenfurt und Klagenfurt-Land. Er erreichte mit 4877 Vorzugsstimmen ein Direktmandat im Kärntner Landtag und bekleidet seit Beginn der neuen Legislaturperiode (April 2023) die Funktion des Klubobmann-Stv. im FPÖ-Landtagsklub. Darmann ist seit 13. April 2023 Obmann im Kontrollausschuss des Kärntner Landtages.
2024 wurde Darmann Landesspitzenkandidat der FPÖ-Kärnten für die Nationalratswahl im September des Jahres. Die FPÖ ging als Sieger dieser NR-Wahl 2024 - auch in Kärnten - hervor und Darmann errang im Wahlkreis Klagenfurt/Klagenfurt-Land, in welchem er ebenso die FPÖ-Kandidatenliste anführte, ein Direktmandat (auch mittels Vorzugsstimmen abgesichert). Nach der Nationalratswahl 2024 wechselte er in den Nationalrat, sein Landtagsmandat ging an Josef Krammer.